# Municipio de Grim
El municipio de Grim (en inglés: Grim Township) es un municipio ubicado en el condado de Gladwin en el estado estadounidense de Míchigan. En el año 2010 tenía una población de 136 habitantes y una densidad poblacional de 0,74 personas por km².

## Geografía
El municipio de Grim se encuentra ubicado en las coordenadas 43°59′25″N 84°14′5″O / 43.99028, -84.23472. Según la Oficina del Censo de los Estados Unidos, el municipio tiene una superficie total de 184.72 km², de la cual 182,07 km² corresponden a tierra firme y (1,44 %) 2,65 km² es agua.

## Demografía
Según el censo de 2010, había 136 personas residiendo en el municipio de Grim. La densidad de población era de 0,74 hab./km². De los 136 habitantes, el municipio de Grim estaba compuesto por el 98,53 % blancos, el 0,74 % eran amerindios y el 0,74 % eran de una mezcla de razas. Del total de la población el 0 % eran hispanos o latinos de cualquier raza.